# Volkmar von Zühlsdorff

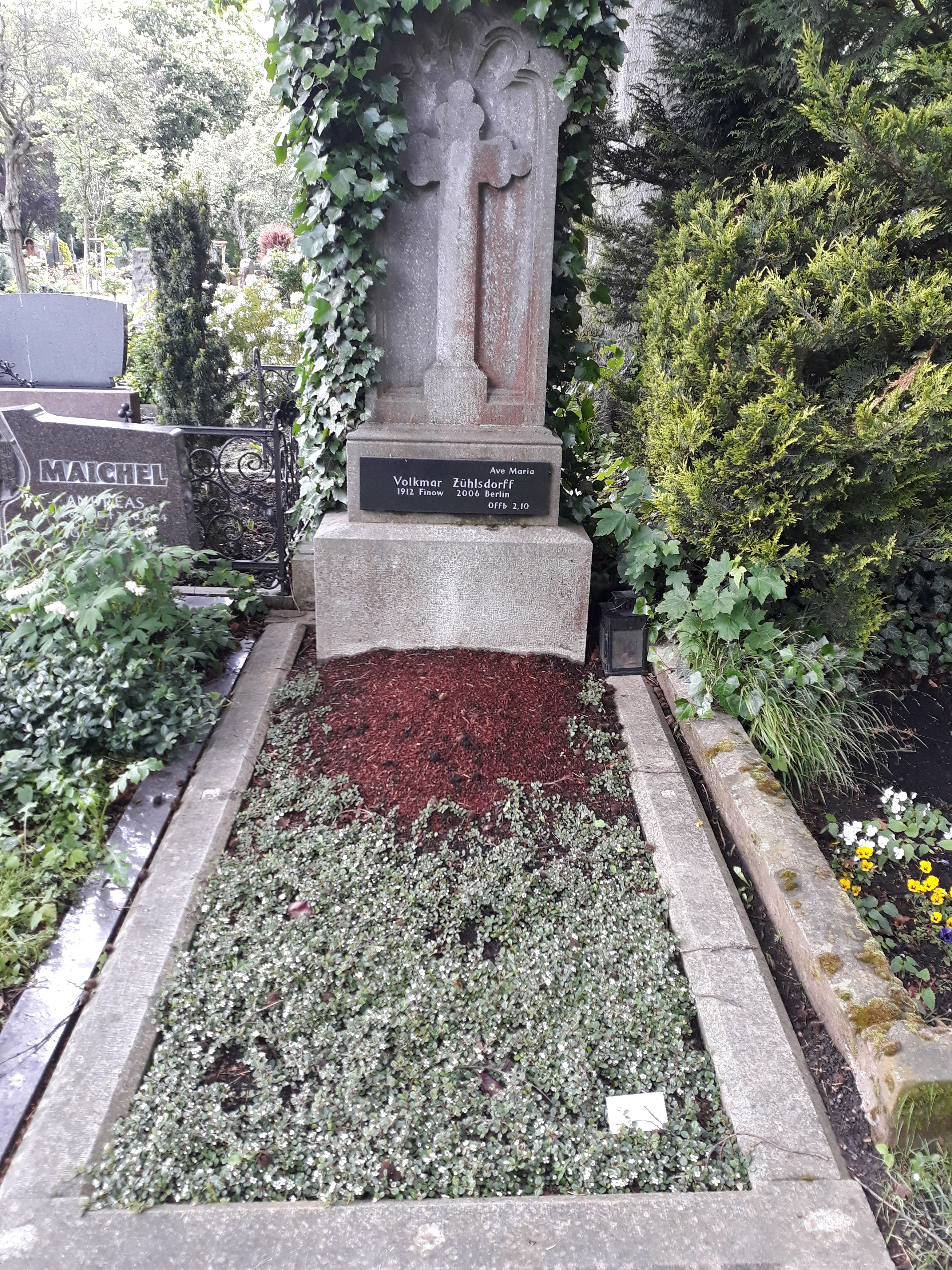
Das Grab von Volkmar Zühlsdorff auf dem Burgfriedhof Bad Godesberg in Bonn

Volkmar Johannes August Friedrich Maria von Zühlsdorff (* 9. Dezember 1912 in Finow; † 22. September 2006 in Berlin) war ein promovierter Jurist, Diplomat und Publizist und bis zu seinem Tod Ehrenvorsitzender des Reichsbanners Schwarz-Rot-Gold, dem er seit 1931 angehörte.

## Biographie

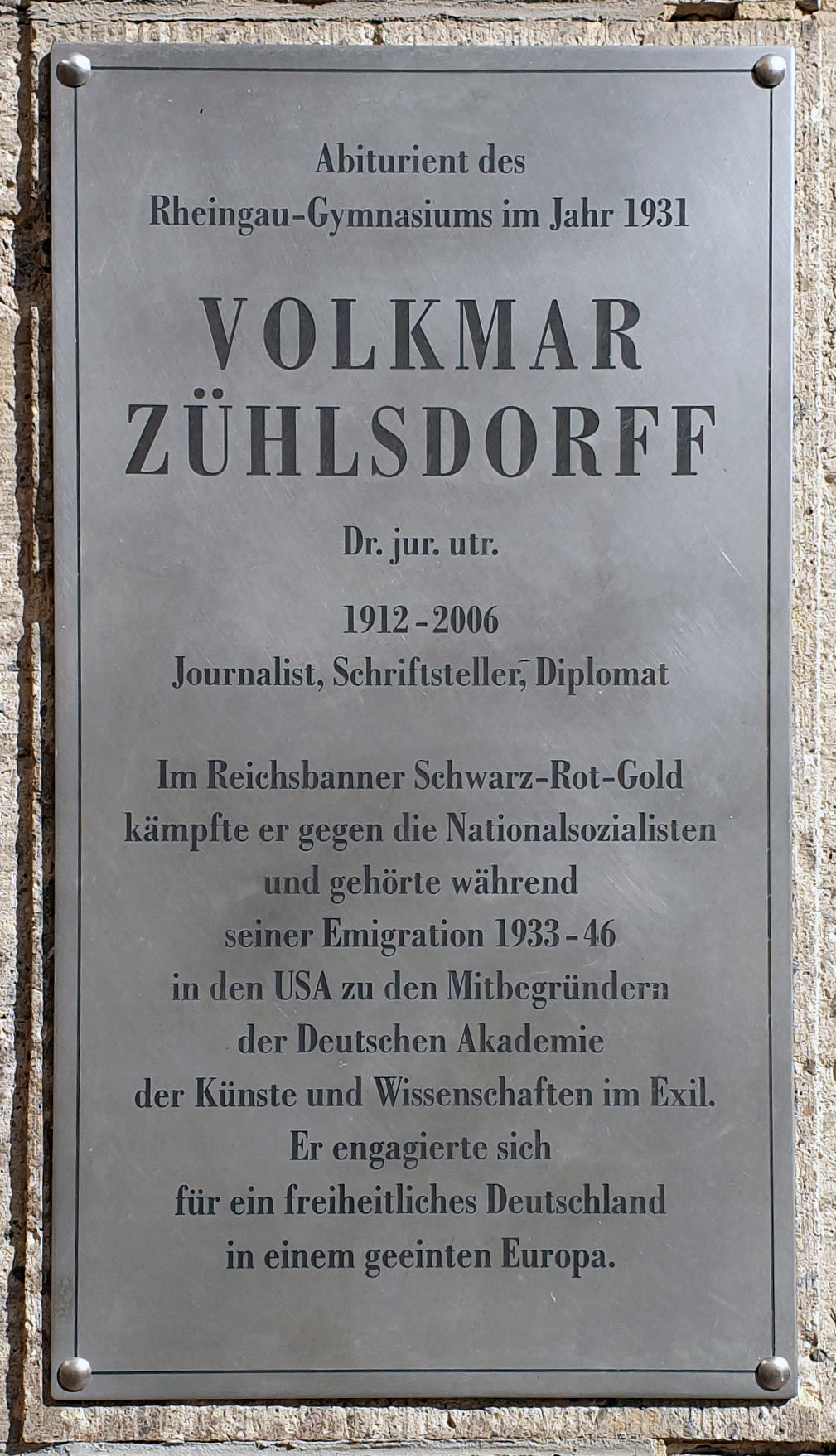
Gedenktafel am Rheingau-Gymnasium, in Berlin-Friedenau

Ab 1918 besuchte er in Breslau die Schule. Nach dem Abitur 1931 trat Zühlsdorff dem demokratisch orientierten Republikschutzbund „Reichsbanner Schwarz-Rot-Gold“ bei, obgleich er politisch eher konservativ orientiert war. Er studierte anschließend Jura von 1931 bis 1933 an der Friedrich-Wilhelms-Universität in Berlin. Seit er 1929 bei einer Versammlung des Reichsbanners Schwarz-Rot-Gold den politischen Publizisten Hubertus Prinz zu Löwenstein kennengelernt hatte, war Zühlsdorff zeitlebens familiär mit seinem Freund verbunden. Im Berliner Reichsbanner war er Löwensteins Stellvertreter als Leiter des „Vortrupp Schwarz-Rot-Gold“, der Kinderorganisation für unter 14-Jährige und Vorstufe zum Jungbanner. Außerdem war er Vorsitzender der Ortsgruppe Berlin-Mitte, einem Brennpunkt der Auseinandersetzungen mit den Feinden der demokratischen Republik. Insbesondere mit SA und SS, aber auch mit dem Roten Frontkämpferbund gab es bei Saalschutz, Kundgebungen und Aufmärschen harte Kämpfe. Zu dieser Zeit begann Zühlsdorff, unter dem Pseudonym Hans-Achim Finow zu veröffentlichen.
Im Mai 1933 emigrierte er mit dem Prinz zu Löwenstein und dessen Frau Helga, geb. Schuylenburg, nach Österreich, um dort sein Studium zu beenden und promovierte 1936 in Innsbruck. Über Frankreich, England und die Schweiz gelangten die drei im Januar 1938 in die Vereinigten Staaten, wo sie bis September 1946 lebten.
Schon 1935 beteiligte er sich an der von Prinz zu Löwenstein initiierten Gründung der „Deutschen Akademie der Künste und Wissenschaften im Exil“ und wurde von 1936 bis 1942 Geschäftsführer der Akademie. Die Präsidenten dieser Einrichtung waren unter anderem Thomas Mann und Sigmund Freud.
Nach ihrer Rückkehr am 12. Oktober 1946 riefen sie die „Deutsche Aktion“ in West-Deutschland ins Leben. 1950/51 besetzten sie gemeinsam mit Studenten die Insel Helgoland und konnten damit unter Lebensgefahr die Einstellung britischer Bombenflüge erreichen und die Zerstörung der Insel beenden. Den Ausschlag dazu gaben schließlich die guten Beziehungen Löwensteins zum britischen Adel.
Zühlsdorff war von 1952 bis 1956 Redakteur für Politik bei der Zeit, um 1957 als Mitglied der konservativen Deutschen Partei die Seiten zu wechseln und selbst Politik zu gestalten. Er kandidierte 1957 erfolglos für den Deutschen Bundestag und war zwei Jahre hauptamtlicher Landesgeschäftsführer der DP im Saarland. Im gleichen Zeitraum war Löwenstein Landesvorsitzender.
1959 wurde Zühlsdorff ins Auswärtige Amt berufen und war bis 1977 als Diplomat der Bundesrepublik Deutschland tätig. Er arbeitete als Kulturattaché in den Vereinigten Staaten, Kanada und später für viele Jahre als Botschaftsmitarbeiter in Thailand und Laos. Zühlsdorff erlernte das Thai, übertrug Gedichte ins Deutsche und beschäftigte sich intensiv mit dem Buddhismus.
Ein Briefwechsel mit seinem Freund Hermann Broch erschien 1986 bei Suhrkamp und fand eine starke Beachtung.
Mit Prinz Löwenstein begründete Volkmar Zühlsdorff auch den Freien Deutschen Autorenverband (FDA).
Seit 1984 lebte Volkmar Zühlsdorff gemeinsam mit der verwitweten Prinzessin Löwenstein bis zu ihrem Tod 2004.
In den letzten Jahren seines Lebens stellte sich Zühlsdorff gemeinsam mit Annemarie Renger als Zeitzeuge insbesondere für Schulen zur Verfügung. Unter anderem war er bei den meisten Eröffnungsveranstaltungen einer Wanderausstellung zur Geschichte des Reichsbanners präsent.

## Auszeichnungen
- 1988 Bundesverdienstkreuz 1. Klasse
- 2001 Großes Bundesverdienstkreuz
- Komturkreuz des Weißen Elefantenordens (Thailand)
- Orden der Million Elefanten und des Königlichen Baldachins (Laos)

## Werke
- Wenn vom Tau der Reis erwacht. Eine Auswahl thailändischer Lyrik von früher Zeit bis heute. Hrsg. und aus dem Thailändischen übertragen von Volkmar Zühlsdorff, Simon & Magiera, München 1984.
- Briefe über Deutschland. 1945 - 1949. Die Korrespondenz mit Volkmar von Zühlsdorff / Hermann Broch. Hrsg. und eingeleitet von Paul Michael Lützeler, Suhrkamp, Frankfurt a. M. 1986.
- In Begleitung meiner Zeit. Essays – Erinnerungen – Dokumente. München 1998, ISBN 3-924592-17-9.
- Deutsche Akademie im Exil. Der vergessene Widerstand. Berlin 1999, ISBN 3-930886-03-0.